# 歌島 (大阪市)
歌島（うたじま）は、大阪府大阪市西淀川区にある町名。現行行政地名は歌島一丁目から歌島四丁目。

## 地理
西淀川区の東部に位置し、南の西側に野里、東側に柏里、北に竹島、西に御幣島、東に淀川区塚本と田川と接している。

## 世帯数と人口
2019年（平成31年）3月31日現在の世帯数と人口は以下の通りである。
| 丁目       | 世帯数    | 人口    |
| ---------- | --------- | ------- |
| 歌島一丁目 | 1,159世帯 | 2,075人 |
| 歌島二丁目 | 854世帯   | 1,786人 |
| 歌島三丁目 | 997世帯   | 2,013人 |
| 歌島四丁目 | 255世帯   | 480人   |
| 計         | 3,265世帯 | 6,354人 |

### 人口の変遷
国勢調査による人口の推移。
| 1995年（平成7年）  | 6,784人 | [ 5 ] |  |
| 2000年（平成12年） | 7,086人 | [ 6 ] |  |
| 2005年（平成17年） | 6,686人 | [ 7 ] |  |
| 2010年（平成22年） | 6,560人 | [ 8 ] |  |
| 2015年（平成27年） | 6,365人 | [ 9 ] |  |

### 世帯数の変遷
国勢調査による世帯数の推移。
| 1995年（平成7年）  | 2,638世帯 | [ 5 ] |  |
| 2000年（平成12年） | 2,890世帯 | [ 6 ] |  |
| 2005年（平成17年） | 2,767世帯 | [ 7 ] |  |
| 2010年（平成22年） | 2,945世帯 | [ 8 ] |  |
| 2015年（平成27年） | 2,913世帯 | [ 9 ] |  |

## 事業所
2016年（平成28年）現在の経済センサス調査による事業所数と従業員数は以下の通りである。
| 丁目       | 事業所数  | 従業員数 |
| ---------- | --------- | -------- |
| 歌島一丁目 | 76事業所  | 454人    |
| 歌島二丁目 | 75事業所  | 569人    |
| 歌島三丁目 | 33事業所  | 430人    |
| 歌島四丁目 | 26事業所  | 1,530人  |
| 計         | 210事業所 | 2,983人  |

## 交通
- 阪神高速11号池田線
  - 塚本出入口
- 淀川通

## 施設
- 江崎グリコ（本社）
  - 江崎記念館
- 大阪市立歌島中学校
- 大阪市立歌島小学校
- 大阪市立野里幼稚園
- 西淀川警察署 歌島交番
- 西淀川歌島郵便局
- 住友化学 歌島試製部

## その他

### 日本郵便
- 〒555-0021[3]（集配局：西淀川郵便局[11]）